# 2001. március 13-i konzisztórium
A 2001. március 13-i konzisztóriumot II. János Pál pápa hívta össze. Ezen a konzisztóriumon 9 boldog szenttéavatási határozatát hirdette ki.

## Szenttéavatási határozatok
- Giuseppe Marello püspök és rendalapító
- Luigi Scrosoppi pap és rendalapító
- Agostino Roscelli pap és rendalapító
- Bernardo da Corleone (Filippo Latino) kapucinus szerzetes
- Teresa Eustochio Verzeri szűz és rendalapító
- Paola Montal Fornés di San Giuseppe Calasanzio szűz és rendalapító
- Francesca Sales Aviat szerzetesnővér és rendalapító
- Maria Crescentia Höss szűz és szerzetesnő
- Rebecca Pietra Ar-Rayés di Himlaya szűz és szerzetesnő

A konzisztórium során a pápa elrendelte, hogy a kilenc új szent 2001. június 10-én és 2001. november 25-én kerüljön fel a szentek névsorába.